# 昂特河畔马蒂尼
昂特河畔马蒂尼（法語：Martigny-sur-l'Ante，法語發音：[maʁtiɲi syʁ lɑ̃t] ⓘ）是法国卡尔瓦多斯省的一个市镇，属于卡昂区。

## 地理
昂特河畔马蒂尼（48°53'6"N, 0°17'10"W）面积9.34 平方千米，位于法国诺曼底大区卡爾瓦多斯省，该省份为法国西北部沿海省份，北濒大西洋英吉利海峡，东北与滨海塞纳省以海上边界相接，东临厄尔省，南至奧恩省，西与芒什省接壤。
与昂特河畔马蒂尼接壤的市镇（或旧市镇、城区）包括：富尔诺勒瓦勒、莱法尔、莱洛日索尔斯、诺龙拉拜、皮埃尔蓬、圣日耳曼朗戈、圣马丹德米约、维莱卡尼韦。

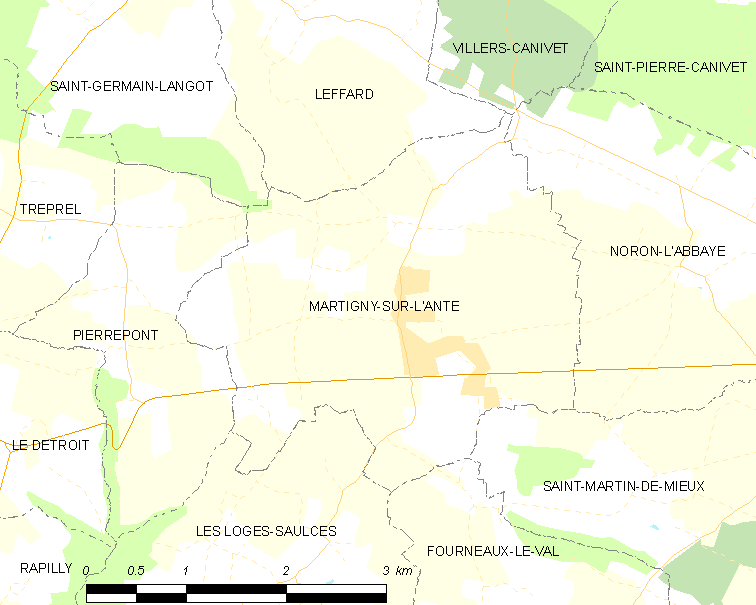
昂特河畔马蒂尼的OSM定位图

昂特河畔马蒂尼的时区为UTC+01:00、UTC+02:00（夏令时）。

## 行政
昂特河畔马蒂尼的邮政编码为14700，INSEE市镇编码为14405。

## 政治
昂特河畔马蒂尼所属的省级选区为法莱斯县。

## 人口

1962-2008年间昂特河畔马蒂尼人口变化图示

昂特河畔马蒂尼于2022年1月1日时的人口数量为322人。